# Slope County
Slope County ist ein County im Bundesstaat North Dakota der Vereinigten Staaten. Der Verwaltungssitz (County Seat) ist Amidon.

## Geographie
Das County liegt im Südwesten von North Dakota, grenzt im Westen an Montana, ist im Süden etwa 50 km von South Dakota entfernt und hat eine Fläche von 3158 Quadratkilometern, wovon 3 Quadratkilometer Wasserfläche sind. Es grenzt im Uhrzeigersinn an folgende Countys: Billings County, Stark County, Hettinger County, Adams County, Bowman County, Fallon County (Montana) und Golden Valley County.

## Geschichte
Slope County wurde am 31. Dezember 1914 gebildet. Benannt wurde es nach den Missouri Slope, einem Gebiet im Westen von North Dakota, westlich des Missouri.
Drei Bauwerke und Stätten des Countys sind insgesamt im National Register of Historic Places eingetragen (Stand 1. April 2018).

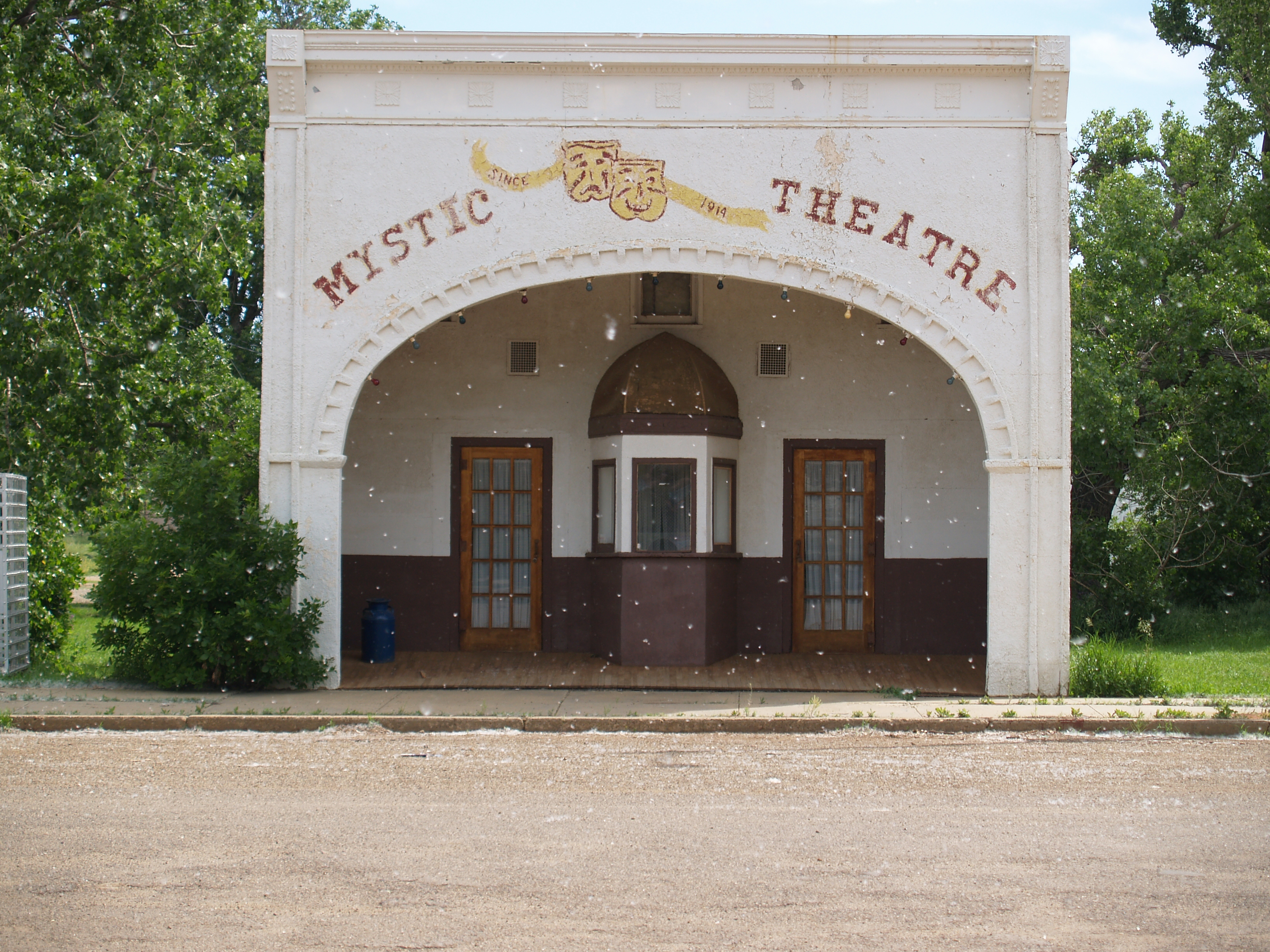
Das Mystic Theatre ist einer von drei Einträgen des Countys im National Register of Historic Places.
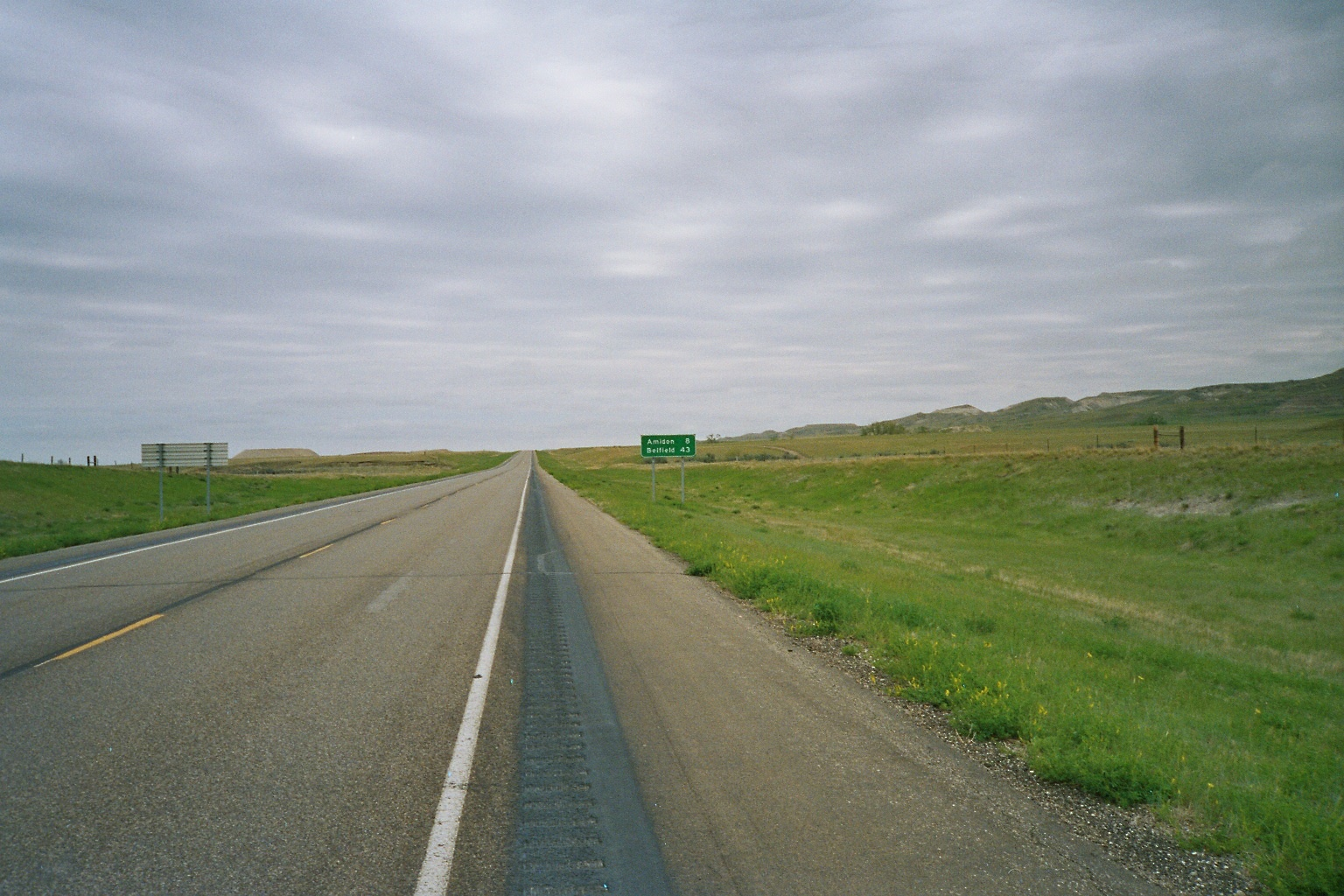
Slope County ND

## Demografische Daten
Nach der Volkszählung im Jahr 2000 lebten im Slope County 767 Menschen in 313 Haushalten und 222 Familien. Die Bevölkerungsdichte betrug 0,14 Einwohner pro Quadratkilometer. Ethnisch betrachtet setzte sich die Bevölkerung zusammen aus 99,74 Prozent Weißen und 0,13 Prozent amerikanischen Ureinwohnern; 0,13 Prozent stammten von zwei oder mehr Ethnien ab. 0,13 Prozent der Bevölkerung waren spanischer oder lateinamerikanischer Abstammung. Afroamerikaner, Asiaten, Bewohner des pazifischen Inselraums und andere ethnische Gruppen waren nicht vorhanden.

Alterspyramide des Slope County

Von den 313 Haushalten hatten 30,0 Prozent Kinder und Jugendliche unter 18 Jahre, die bei ihnen lebten. 64,5 Prozent waren verheiratete, zusammenlebende Paare, 3,8 Prozent waren allein erziehende Mütter, 28,8 Prozent waren keine Familien, 27,2 Prozent waren Singlehaushalte und in 10,5 Prozent lebten Menschen im Alter von 65 Jahren oder darüber. Die Durchschnittshaushaltsgröße betrug 2,45 und die durchschnittliche Familiengröße lag bei 2,96 Personen.
Auf das gesamte County bezogen setzte sich die Bevölkerung zusammen aus 25,3 Prozent Einwohnern unter 18 Jahren, 4,2 Prozent zwischen 18 und 24 Jahren, 25,0 Prozent zwischen 25 und 44 Jahren, 27,6 Prozent zwischen 45 und 64 Jahren und 17,9 Prozent waren 65 Jahre alt oder darüber. Das Durchschnittsalter betrug 42 Jahre. Auf 100 weibliche Personen kamen 116,7 männliche Personen. Auf 100 Frauen im Alter von 18 Jahren oder darüber kamen statistisch 117,0 Männer.
Das jährliche Durchschnittseinkommen eines Haushalts betrug 24.667 USD, das Durchschnittseinkommen der Familien betrug 26.058 USD. Männer hatten ein Durchschnittseinkommen von 20.000 USD, Frauen 12.115 USD. Das Prokopfeinkommen betrug 14.513 USD. 15,4 Prozent der Familien und 16,9 Prozent der Bevölkerung lebten unterhalb der Armutsgrenze. Davon waren 16,3 Prozent Kinder oder Jugendliche unter 18 Jahre und 8,0 Prozent waren Menschen über 65 Jahre.